# Шев'яківка
Шев'я́ківка — село в Україні, у Вільхуватській сільській громаді Куп'янського району Харківської області. Населення становить 33 осіб. До 2020 орган місцевого самоврядування — Міловська сільська рада.

## Географія
Село Шев'яківка знаходиться за 2 км від кордону з Росією, та за 4 км від села Чугунівка.

## Історія
- 1799 — дата заснування.
- 12 червня 2020 року, відповідно до розпорядження Кабінету Міністрів України  № 725-р «Про визначення адміністративних центрів та затвердження територій територіальних громад Харківської області», увійшло до складу Вільхуватської сільської громади.[1]
- 19 липня 2020 року, в результаті адміністративно - територіальної реформи та ліквідації Великобурлуцького району, село увійшло до складу Куп'янського району Харківської області[2].

## Економіка
- В селі є вівці-товарна ферма.

## Об'єкти соціальної сфери
- Школа.